# Взаимно харесване
Взаимното харесване е психологически ефект, при който един човек започва да има симпатии към друг човек в момента, в който осъзнае, че първият има такива към него.

## Особености
Редица проучвания доказват, че хората обичат да бъдат харесвани и в резултат на това изпитват позитивни чувства към тези, които им го показват. В едно изследване, проведено през втората половина на XX век, подставени лица е трябвало да поддържат кратък разговор с други участници, в края на който те били помолени да оценят своя събеседник. Подставените лица на някои давали положителни, а на други – отрицателни оценки. След това и двамата имали възможността да прочетат какво мнение им е дал събеседникът. Тези, за които подставеното лице се изказало добре, след експеримента потвърдили, че изпитват симпатии към своя събеседник, за разлика от случаите, в които на тях била дадена отрицателна оценка.
Ефектът на взаимното харесване играе важна роля за формирането на романтични и чисто платонични връзки. В среди, в които хората търсят приятелства, се наблюдава тенденцията всеки да клони към личности със същия нрав и морални качества като него самия.